# Ichnusaïta
La ichnusaïta és un mineral de la classe dels sulfats. Rep el seu nom del mot del grec antic per Sardenya, Ιχνουσσα, ichnusa.

## Característiques
La ichnusaïta és un molibdat de fórmula química Th(MoO₄)₂(H₂O)₂·H₂O. Va ser aprovada com a espècie vàlida per l'Associació Mineralògica Internacional l'any 2013. Cristal·litza en el sistema monoclínic, i es troba en forma de cristalls tabulars prims {100}, de fins a 200 μm de longitud. Presenta un nou tipus d'estructura. L'exemplar que va servir per a determinar l'espècie, el que es coneix com a material tipus, es troba conservat a les col·leccions del Museo di Storia Naturale, de la Universitat de Pisa, a Itàlia, amb el número de catàleg 19679.

## Formació i jaciments
Es forma per alteració de molibdenita en condicions de pH bàsic. Va ser descoberta a Punta de Su Seinargiu, al municipi de Sarroch, a la ciutat metropolitana de Càller (Sardenya, Itàlia), on sol trobar-se associada a altres minerals com la xenotima-(Y), la nuragheïta i la moscovita. Es tracta de l'únic indret on ha estat descrita aquesta espècie mineral.